# Trưởng ban Tổ chức Trung ương Đảng Cộng sản Việt Nam
Trưởng ban Tổ chức Trung ương Đảng Cộng sản Việt Nam hay còn được gọi Trưởng ban Tổ chức Trung ương, là người đứng đầu của Ban Tổ chức Trung ương Đảng Cộng sản Việt Nam. Chức vụ do Ban Chấp hành Trung ương Đảng bầu hoặc do tập thể Bộ Chính trị phân công. Trưởng ban Tổ chức Trung ương hiện tại là ông Lê Minh Hưng.
Ban Tổ chức Trung ương gồm Trưởng ban, Phó trưởng ban Thường trực, các phó trưởng ban. Là cơ quan chuyên môn, nghiệp vụ về công tác tổ chức, cán bộ, đảng viên, bảo vệ chính trị nội bộ của Trung ương.

## Lịch sử
Bộ Tổ chức kiêm giao thông Trung ương được thành lập ngay sau khi Đảng Cộng sản Việt Nam ra đời, Bộ tổ chức giao thông được Tổng bí thư Trần Phú đảm nhiệm.
Giai đoạn từ 1932-1940, các Tổng bí thư đảm nhiệm vai trò người đứng đầu tổ chức trong Đảng. Tháng 2/1941, Nguyễn Ái Quốc về nước trực tiếp chỉ đạo công tác tổ chức Đảng.
Ngày 31/8/1947, Ban Thường vụ Trung ương Đảng ban hành nghị quyết 10/NQ-TW về thành lập Đảng đoàn, cơ quan chuyên môn và chi bộ đặc biệt. Theo đó các cơ quan chuyên môn trung ương được gọi là Bộ, Bộ tổ chức được thành lập gồm:
- Ban Đảng vụ
- Ban Công vận
- Ban Nông vận
- Ban Vụ vận
- Ban Kiểm tra
- Ban Kinh tế tài chính
- Ban Giao thông liên lạc
- Ban trù bị Đại hội

Đứng đầu Bộ tổ chức là Chủ nhiệm Bộ do Hoàng Quốc Việt đảm nhiệm, Lê Văn Lương, Nguyễn Lương Bằng, Trần Đăng Ninh, Tôn Đức Thắng làm Ủy viên Bộ.
Ngày 16/4/1951, Bộ Chính trị ban hành Nghị quyết số 9/NQ-TW về thành lập ban, tiểu ban Trung ương. Ban Tổ chức được thành lập, Lê Văn Lương được cử làm Trưởng ban.
Do sai lầm trong cải cách ruộng đất, tháng 10/1956, Lê Văn Lương xin rút khỏi Bộ Chính trị và phân công về làm Bí thư Khu ủy Tả Ngạn. Cuối năm 1956, Lê Đức Thọ sau khi ở miền Nam ra được bổ sung vào Bộ Chính trị và được phân công làm Trưởng ban Tổ chức Trung ương (3/1957).
Sau hiệp định Paris về Việt Nam (1973), Lê Đức Thọ được cử làm Trưởng ban miền Nam của Trung ương. Lê Văn Lương được phân công trở lại Trưởng ban Tổ chức Trung ương.
Sau Đại hội Đảng lần thứ IV (12/1976), Lê Đức Thọ được phân công trở lại Trưởng ban Tổ chức Trung ương. Lê Văn Lương được cử làm Bí thư Thành ủy Hà Nội.
Năm 1980, Lê Đức Thọ được cử làm Bí thư Thường trực và phụ trách công tác tổ chức; Nguyễn Đức Tâm cho thôi làm Bí thư Tỉnh ủy Quảng Ninh được cử làm Trưởng ban (12/1980).
Sau Đại hội Đảng lần thứ V (1982), chức vụ có nhiệm kỳ sát với nhiệm kỳ Trung ương Đảng.

## Danh sách Trưởng ban
| STT                    | Họ và tên                     | Nhiệm kỳ         | Tổng Bí thư                          | Chức vụ tại nhiệm |
| ---------------------- | ----------------------------- | ---------------- | ------------------------------------ | --- |
| Bộ Tổ chức Trung ương  |                               |                  |                                      | |
| 1                      | Hoàng Quốc Việt (1905 - 1992) | 1947 - 1951      | Trường Chinh                         | - Ủy viên Ban Thường vụ Trung ương |
| Ban Đảng vụ Trung ương |                               |                  |                                      | |
| 1                      | Lê Văn Lương (1912 - 1995)    | 1948 - 1951      | Trường Chinh                         | - Ủy viên Dự khuyết Trung ương Đảng |
| Ban Tổ chức Trung ương |                               |                  |                                      | |
| 1                      | Lê Văn Lương (1912 - 1995)    | 1951 - 1956      | Trường Chinh                         | Ủy viên Bộ Chính trị, Bí thư Trung ương Đảng |
| 1                      | Lê Văn Lương (1912 - 1995)    | 1973 - 1976      | Lê Duẩn                              | Ủy viên Bộ Chính trị, Bí thư Trung ương Đảng |
| 2                      | Lê Đức Thọ (1911 - 1990)      | 1956 - 1973      | Hồ Chí Minh Lê Duẩn                  | Ủy viên Bộ Chính trị, Bí thư Trung ương Đảng |
| 2                      | Lê Đức Thọ (1911 - 1990)      | 1976 - 12.1980   | Lê Duẩn Trường Chinh                 | Ủy viên Bộ Chính trị, Bí thư Trung ương Đảng |
| 3                      | Nguyễn Đức Tâm (1920 - 2010)  | 12.1980 - 6.1991 | Lê Duẩn Trường Chinh Nguyễn Văn Linh | Ủy viên Bộ Chính trị, Bí thư Trung ương Đảng |
| 4                      | Lê Phước Thọ (1927 - 2023)    | 6.1991 - 6.1996  | Đỗ Mười                              | Ủy viên Bộ Chính trị, Bí thư Trung ương Đảng |
| 5                      | Nguyễn Văn An (1937)          | 7.1996 - 6.2001  | Đỗ Mười Lê Khả Phiêu                 | Ủy viên Bộ Chính trị, Bí thư Trung ương Đảng (từ 4.2001) |
| 6                      | Trần Đình Hoan (1939 - 2010)  | 7.2001 - 5.2006  | Lê Khả Phiêu Nông Đức Mạnh           | Ủy viên Bộ Chính trị, Bí thư Trung ương Đảng Giám đốc Học viện Chính trị Quốc gia Hồ Chí Minh Trưởng ban Bảo vệ, chăm sóc sức khỏe cán bộ Trung ương (từ 2.2002)                                                        |
| 7                      | Hồ Đức Việt (1947 - 2013)     | 5.2006 - 2.2011  | Nông Đức Mạnh Nguyễn Phú Trọng       | Ủy viên Bộ Chính trị, Bí thư Trung ương Đảng (từ 8.2006) |
| 8                      | Tô Huy Rứa (1947)             | 2.2011 - 2.2016  | Nguyễn Phú Trọng                     | Ủy viên Bộ Chính trị, Bí thư Trung ương Đảng |
| 9                      | Phạm Minh Chính (1958)        | 2.2016 - 4.2021  | Nguyễn Phú Trọng                     | Ủy viên Bộ Chính trị, Bí thư Trung ương Đảng Trưởng tiểu ban Bảo vệ chính trị nội bộ Trung ương Ủy viên Ban Chỉ đạo Trung ương về phòng, chống tham nhũng Thủ tướng Chính phủ (từ 04.2021)                              |
| 10                     | Trương Thị Mai (1958)         | 4.2021 - 5.2024  | Nguyễn Phú Trọng                     | Ủy viên Bộ Chính trị, Bí thư Trung ương Đảng Trưởng tiểu ban Bảo vệ chính trị nội bộ Trung ương Phó Trưởng ban Chỉ đạo Trung ương về phòng, chống tham nhũng, tiêu cực (từ 11.2021) Thường trực Ban Bí thư (từ 03.2023) |
| 11                     | Lê Minh Hưng (1970)           | 5.2024 - nay     | Nguyễn Phú Trọng Tô Lâm              | Ủy viên Bộ Chính trị, Bí thư Trung ương Đảng Trưởng tiểu ban Bảo vệ chính trị nội bộ Trung ương Phó Trưởng ban Chỉ đạo Trung ương về phòng, chống tham nhũng, tiêu cực (từ 6.2024)                                      |